# Saint-Léonard (Occitania)
Saint-Léonard è un comune francese di 170 abitanti situato nel dipartimento del Gers nella regione dell'Occitania.

## Società

### Evoluzione demografica
Abitanti censiti